# アルマンド・ロブレス・ゴドイ

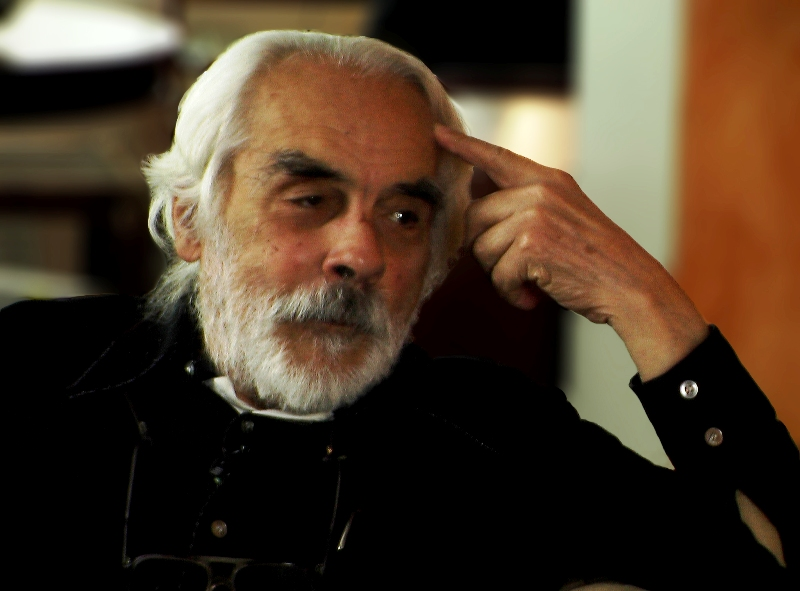
アルマンド・ロブレス・ゴドイ

アルマンド・ロブレス・ゴドイ（Armando Robles Godoy, 1923年2月7日 - 2010年8月10日）は、ペルー共和国の脚本家、映画監督。
1970年の日本万国博覧会を機に開催された日本国際映画祭において、初めて日本に紹介されたペルー映画『みどりの壁』（1970年）の監督として注目を集めた。続いて公開された『砂のミラージュ』（1972年）では、その詩的な映像美で強い印象を残した。

## 監督作品
- Ganarás el pan （1965年）
- En la selva no hay estrellas （1968年）
- みどりの壁 La muralla verde （1970年）
- An mar tule （1971年）
- 砂のミラージュ Espejismo （1972年）
- Sonata Soledad （1987年）
- Imposible Amor （2000年）